# 무지개의 끝
《무지개의 끝》은 1988년 9월 4일에 MBC TV에서 방영되었던 베스트셀러극장이다.

## 줄거리
유산다툼 그린 추리극
재벌 후계자의 죽음을 놓고 일어나는 추악한 음모하고 암투를 그린 추리극.
살해당한 재벌그룹 상속자 장수민 대신 상속자 행세를 하는 나성길은 날이 갈수록 불안해지는데...

## 출연
- 강계식
- 김기일
- 김민석
- 김애경
- 김영석
- 김웅철
- 김인태
- 김주영
- 김지영
- 남영진
- 박병훈
- 박현숙
- 이상철
- 이영범
- 이주경
- 장선숙
- 정성모
- 정승현
- 정명환
- 최은숙
- 최재호
- 한영숙
- 황원